# Strongylodon

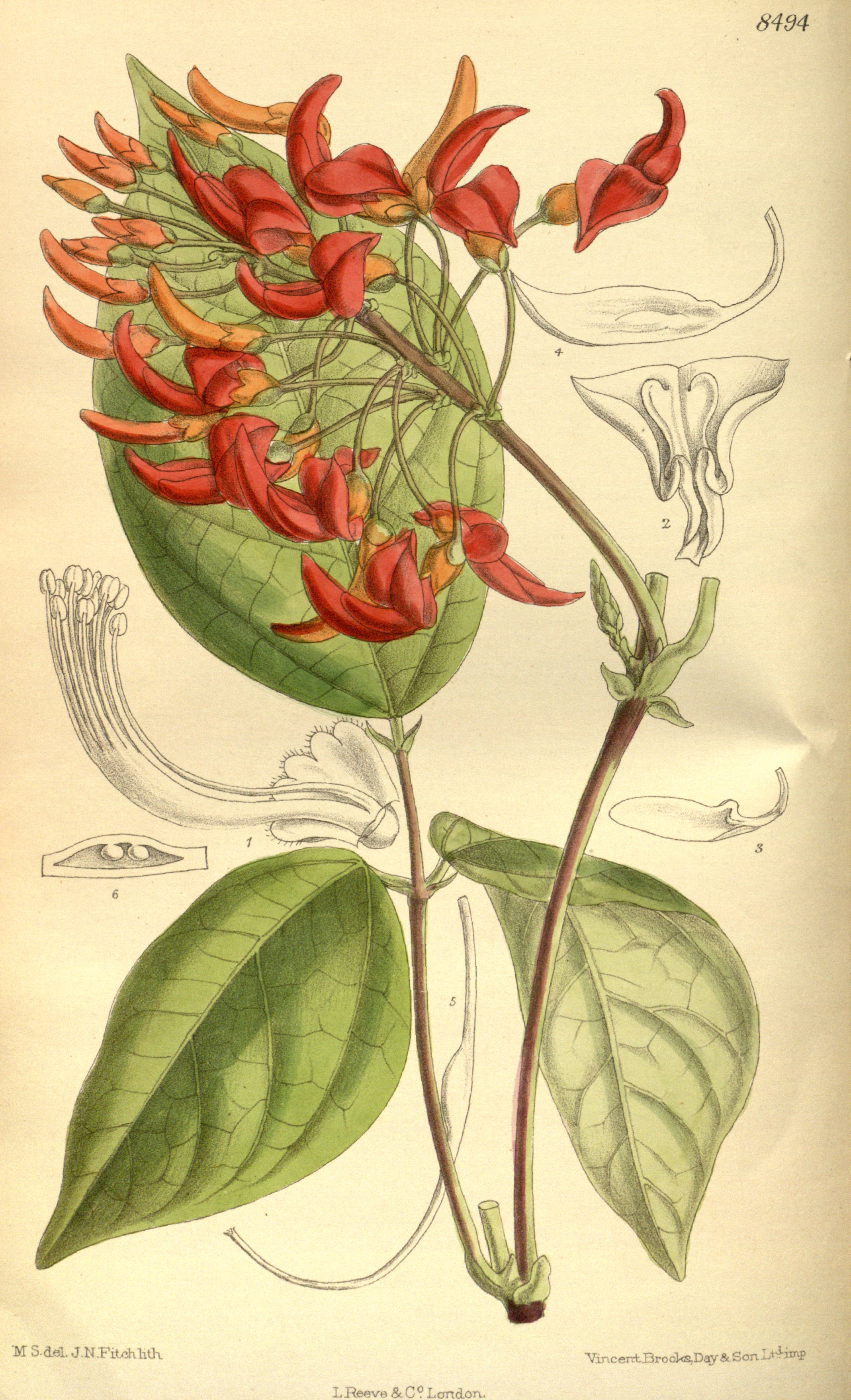
Kresba Strongylodon lucidus

Strongylodon je rod rostlin z čeledi bobovité (Fabaceae). Jsou to dřevnaté liány s nápadnými květenstvími, rostoucí v počtu asi 14 druhů zejména v jihovýchodní Asii, na Madagaskaru a v severovýchodní Austrálii. Jako botanická kuriozita je v tropech a ve sklenících botanických zahrad pěstován Strongylodon macrobotrys, vyznačující se bohatými květenstvími modrozelených květů.

## Popis
Zástupci rodu Strongylodon jsou dřevnaté liány a šplhavé keře s trojčetnými listy. Květy jsou nápadné, uspořádané v hroznech a mohou být žluté, modrozelené, červené, růžové aj. Pavéza je kápovitá a nazpět otočená, křídla krátká, člunek dlouhý a srpovitě zahnutý. Tyčinek je 10 a jsou dvoubratré.

## Rozšíření
Rod Strongylodon zahrnuje celkem asi 14 druhů. Je rozšířen na Madagaskaru, Srí Lance a v oblasti od jihovýchodní Asie po Austrálii a Oceánii. Nejvíce druhů se vyskytuje na Filipínách (celkem 8), největší areál rozšíření má Strongylodon lucidus.

## Přehled druhů a jejich rozšíření
- Strongylodon archboldianus - Papua Nová Guinea
- Strongylodon caeruleus - Filipíny
- Strongylodon celebicus - Indonésie, Sulawesi
- Strongylodon crassifolius - Filipíny
- Strongylodon craveniae - Madagaskar
- Strongylodon decipiens - Papua Nová Guinea, Indonésie, Sulawesi
- Strongylodon elmeri - Filipíny
- Strongylodon loheri - Filipíny
- Strongylodon lucidus - Madagaskar, Sri Lanka, jihovýchodní Asie až Austrálie, Nová Kaledonie a Tichomoří
- Strongylodon macrobotrys - Filipíny
- Strongylodon madagascariensis - Madagaskar
- Strongylodon pulcher - Filipíny
- Strongylodon ruber - Austrálie (Queensland)
- Strongylodon zschokkei - Filipíny[2][3]

## Význam
Nejznámějším druhem rodu je Strongylodon macrobotrys, pocházející z Filipín. Je to vzrůstná liána vyznačující se bohatými květenstvími neobvykle zbarvených květů, pro které je jako botanická kuriozita pěstována i ve sklenících botanických zahrad. V České republice je možno tento druh spatřit např. v tropickém skleníku Pražské botanické zahrady v Tróji.